# طاقة شمسية مركزة

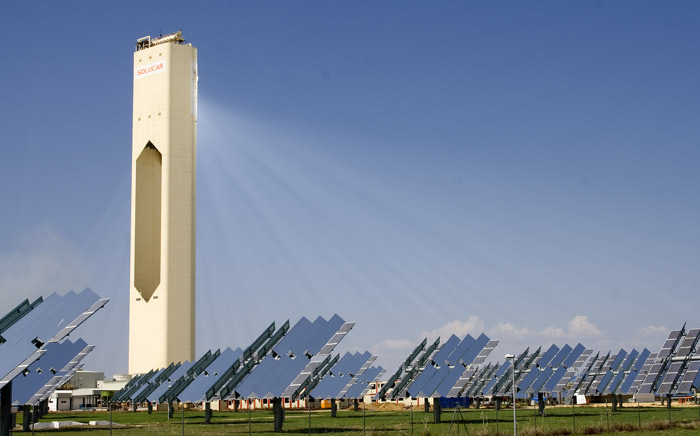
برج الطاقة الشمسية PS10

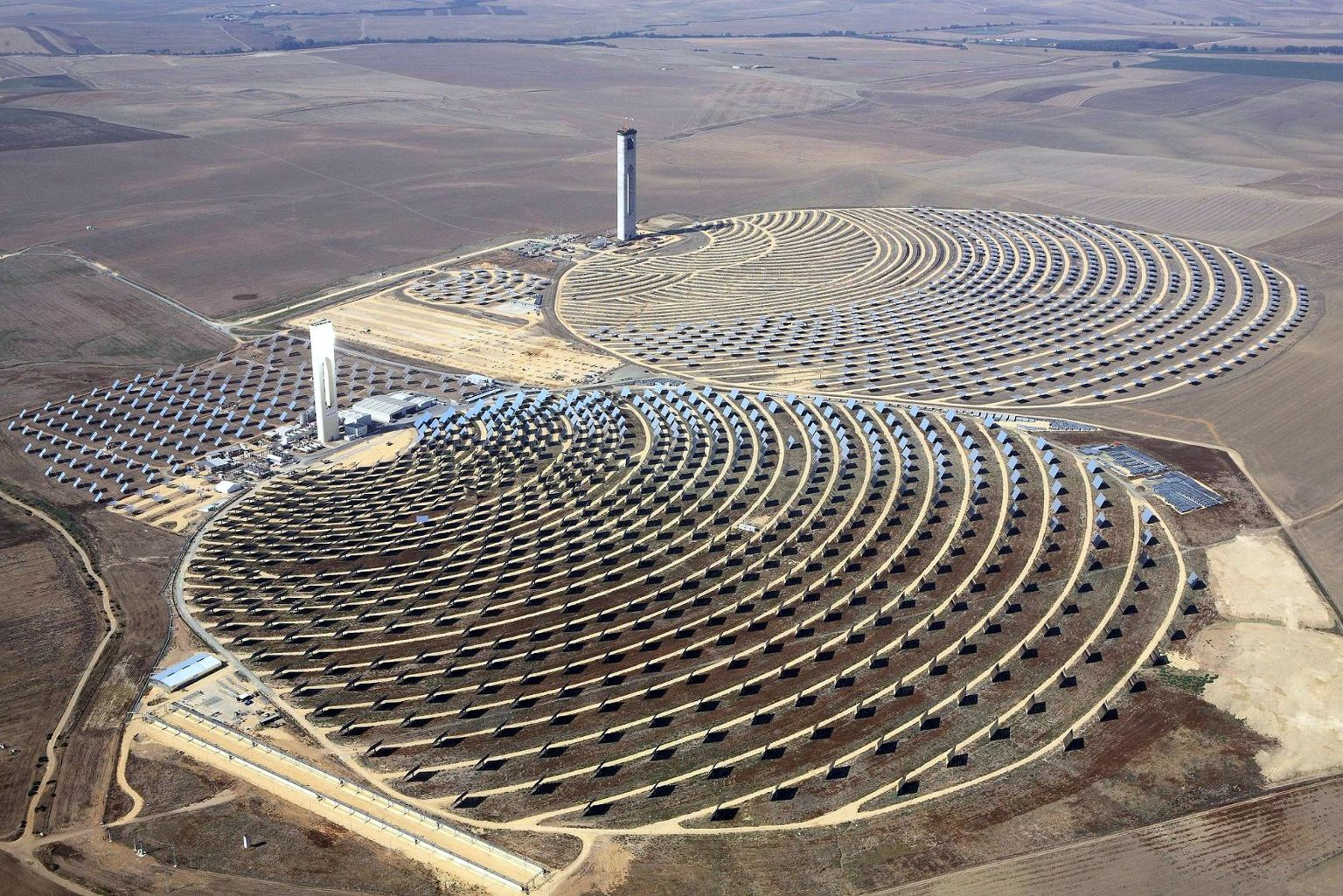
محطة طاقة شمسية مركزة PS10 بالقرب من سيفيلا ، إسبانيا.

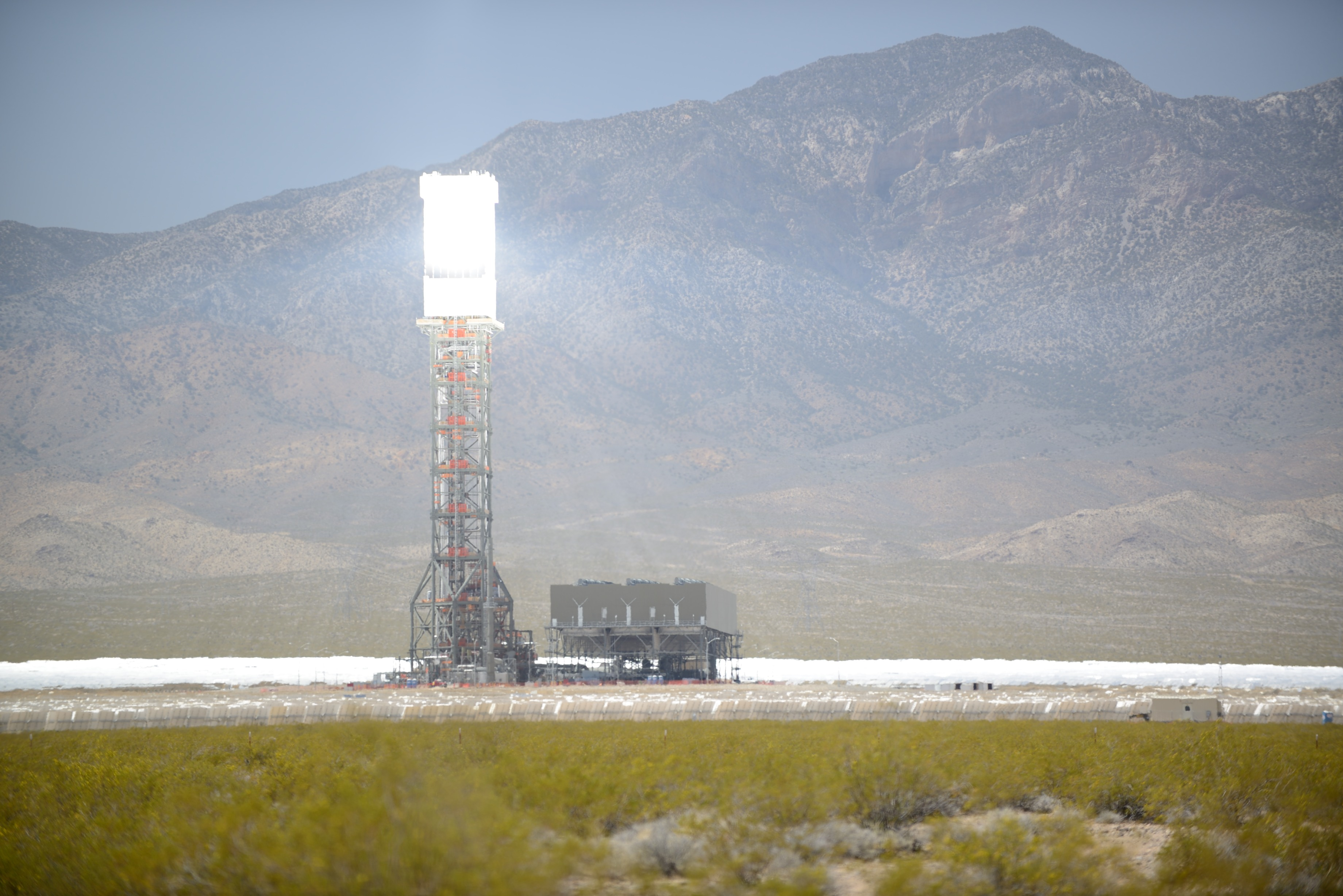
محطة طاقة شمسية مركزة Ivanpah, كاليفورنيا, الولايات المتحدة الأمريكية.

أنظمة الطاقة الشمسية المركزة هي أنظمة تستخدم المرايا أو العدسات لتركيز مساحة كبيرة من ضوء الشمس على مساحة صغيرة. تنتج الطاقة الكهربائية عندما تُحول الطاقة الشمسية إلى حرارة والتي تقوم بقيادة محرك حراري متصل بمولد طاقة كهربائية.
أنظمة الطاقة الشمسية المركزة يسوق لها بكثرة وقد شهد سوقها القدرة على توليد ما يقارب 740 ميجاواط في الفترة 2007-2010 وأكثر من نصفها (478 ميجاواط تقريبًا) أُضيف خلال 2010 فقط ليصل الإجمالي العالمي إلى 1095 ميجاواط. إسبانيا أضافت 400 ميجاواط في 2010 وماجعلها الأولى عالميًا بـ632 ميجاواط، بينما الولايات المتحدة الأميريكية ودعت 2010 بـ509 ميجاواط بإضافة 78 ميجاواط ومعملين لمولد نظام الطاقة الشمسية المركزة الأحفوري.
من المتوقع أن أنظمة الطاقة الشمسية ستستمر بالأنتشار بنفس السرعة. في أبريل 2011 946 ميجاواط من القدرة كانت تحت الإنشاء في إسبانيا مما يوصل القدرة العالمية إلى 1789 ميجاواط ومن المتوقع أن تبدأ عملها في نهاية 2013. أيضًا 1.5 جيجاواط من معامل الحوض القطعي المكافئ ومعامل أبراج الطاقة كانوا تحت الإنشاء في الولايات المتحدة الأميريكية والعقود موقعة على المزيد من 6.2 جيجاواط. كذلك الأهتمام وصل وبشكل ملاحظ إلى شمال أفريقيا والشرق الأوسط والصين والهند أيضًا. وقد سيطرت معامل الحوض القطعي المكافئ على 90% من السوق العالمي.

## تاريخها
الطاقة الشمسية المركزة ومفهوم الفرن الشمسي تستخدم لتأدية مهمات مفيدة منذ عهد الصين القديم . وهناك أسطورة تقول أن أرخميدس استخدم «الزجاج المحترق» لتركيز ضوء الشمس على الجيش الروماني أثناء غزوهم مدينة صقلية في إيطاليا . وأيضًا في 1973 قام عالم يوناني بمحاولة إعادة تنفيذ أسطورة أرخميدس ليتحقق من صحتها حيث جعل 60 بحارا يونانيا يقفون بجانب بعضهم، وكل بحار يحمل مرآة مستطيلة ممالة لالتقاط أشعة الشمس وتوجيهها نحو سفينة خشبية مغطاة بالقطران وتبعد 160 قدمًا . ولم يمر الكثير من الوقت قبل أن تحترق السفينة بالكامل ومع ذلك يشك المؤرخون بحقيقة أسطورة أرخميدس.
في 1866 قام أوجستين موتشاوت باستخدام حوض قطعي مكافئ لإنتاج بخار لأول محرك بخاري بالطاقة الشمسية. وأول براءة اختراع مجمع طاقة شمسية كانت لأليساندرو باتاجليا في إيطاليا, جنوة عام 1886. وخلال السنوات اللاحقة قام مخترعون منهم جون إيريكسون وفرانك شومان بتطوير أجهزة للري والتبريد تعمل عن طريق الطاقة الشمسية المركزة . وفي عام 1913 قام فرانك شومان بإتمام محطة في المعادي في مصر تعمل عن طريق الطاقة الشمسية الحرارية. أول نظام يعمل عن طريق الطاقة الشمسية باستخدام صحن مرايا كان من صناعة روبرت جودارد والذي كان معروفًا من قبل بأبحاثه عن الصواريخ ذات الوقود السائل. وقد كتب مقالًا عن أن جميع العقبات في مجال الطاقة الشمسية المركزة وجد لها حلا مناسبا. وقد صمم وبنى البروفيسور جيوفاني فرانسيا أول معمل لتركيز الطاقة الشمسية بالقرب من مدينة جنوة في إيطاليا عام 1968. ولا تزال معامل الطاقة الشمسية تبنى بنفس تصميمه.

## التكنولوجيا الحالية
أنظمة تركيز الطاقة الشمسية تستخدم لإنتاج الكهرباء. وتستخدم أنظمة الطاقة الشمسية المركزة المرايا أو العدسات لتركيز كمية كبيرة من أشعة الشمس على منطقة صغيرة يوضع فيها خزانا مملوء بالماء أو الملح لتلقي الحرارة. ثم تستخدم الطاقة الشمسية المركزة كمصدر حرارة لمعمل كهرباء تقليدي ؛ وقد تستخدم أيضًا في بعض المعامل للتبريد مثل مكيفات الطاقة الشمسية.

### مرايا القطع المكافئ
المقال الرئيسي: مرايا القطع المكافئ

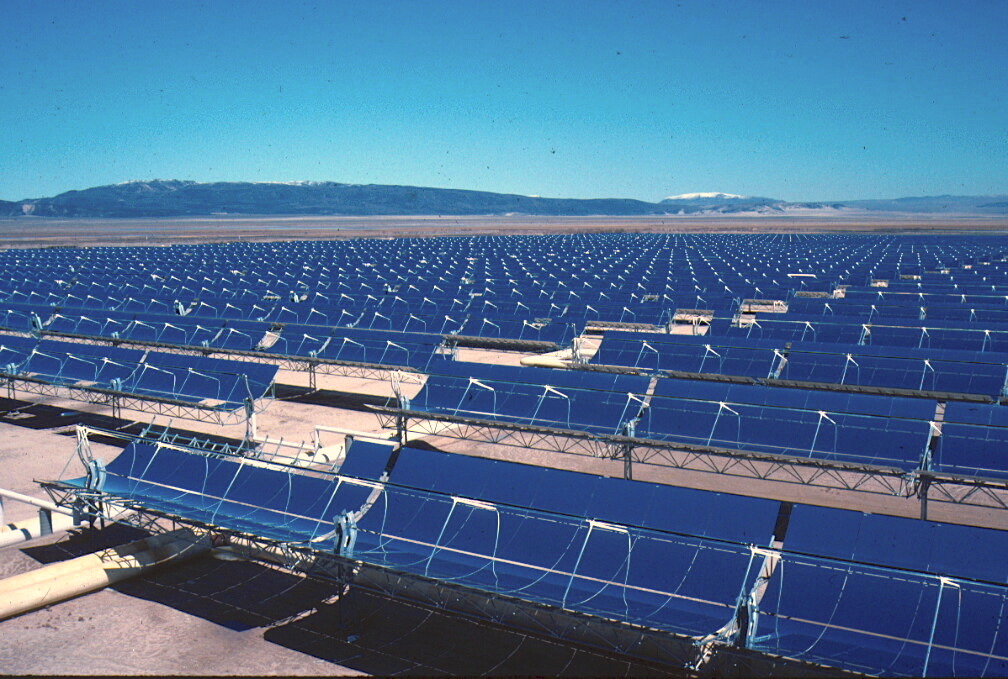
محطة طاقة شمسية بمرايا قطع مكافيء "محطة كرامر جنكشن" بكليفورنيا، الولايات المتحدة.

طريقة عمل مرايا القطع المكافيء.

مرايا القطع مكافئ هي أحد صور الطاقة الشمسية المركزة. تستخدم المرايا لتركيز مساحة كبيرة من ضوء الشمس على مساحة صغيرة (أنبوب معدني يسير فيه زيت يكتسب الحرارة). تركيز أشعة الشمس ينتج عنه طاقة حرارية عالية في الأنبوب المعدني. يتم تمرير سائل (غالبا زيت) داخل هذا الأنبوب المعدني لنقل الحرارة. يمكن استخدام الزيت الساخن في محول حراري ، تنتقل خلاله حرارة الزيت إلى الماء فينتج بخارا ذو ضغط عال ؛ ويقوم البخار بتوليد الكهرباء عن طريق مولد كهربائي . يمكن أيضا تسخين كمية كبيرة من الماء في وقت قصير مقارنة بالسخانات الشمسية العادية. مثل محطات (SEGS) في الولايات المتحدة الأمريكية ومحطة شمس 1 في أبو ظبي في الإمارات.

### برج الطاقة الشمسية
يتكون برج الطاقة الشمسية من مجموعة من مرايا عاكسة ثنائية المحورالتي تركز أشعة الشمس على مستقبل في أعلى البرج. يحتوي المستقبل على سائل ينقل الحرارة . السائل يمكن أن يكون من ماء أو ملح منصهر، مثل محطة ايفانباه، ومحطة نور في المغرب

## تكلفتها
منذ 9 سبتمبر2009 تكلفة بناء محطة أنظمة الطاقة الشمسية المركزة تبلغ بين 2,50 - 4 دولار أمريكي لكل واط. إذا محطة تولد 250 ميجاواط تكلف 600-1000 مليون دولار أمريكي. إلا أن مثل تلك المحطة تنتج حرارة أثناء النهار ولا تستطيع العمل أثناء الليل في غياب الشمس. لعبور تلك الفترة بإنتاج الكهرباء ليلا أيضا يحتاج إلى تخزين جزء من الكهرباء أثناء النهار في بطاريات لإنتاج الكهرباء ليلا أو تخزين الحرارة في خزان ملح ، واستغلال الحرارة منه في إنتاج البخار الذي يشغل توربينا ومولدا كهربائيا .

## مستقبل أنظمة الطاقة الشمسية المركزة
في دراسة قامت بها منظمة السلام الأخضر العالمية والرابطة الأوربية للطاقة الشمسية الحرارية الكهربائية ومجموعة الوكالة الدولية للطاقة تحقق في إمكانية أنظمة الطاقة الشمسية المركزة في المستقبل وتوصلت الدراسة إلى أن أنظمة الطاقة الشمسية المركزة قد توفر 25% من الطاقة التي يحتاجها العالم بحلول عام 2050.